# Backäckra en Källäng
Backäckra en Källäng (Zweeds: Backäckra och Källäng) is een småort in de gemeente Mark in het landschap Västergötland en de provincie Västra Götalands län in Zweden. Het småort heeft 170 inwoners (2005) en een oppervlakte van 37 hectare. Eigenlijk bestaat het småort uit twee plaatsen: Backäckra en Källäng. Het småort wordt omringd door zowel landbouwgrond als bos.